# Ovidiu Cornea
Gheorghe Ovidiu Cornea (* 25. Februar 1980 in Făgăraș) ist ein ehemaliger rumänischer Ruderer.

## Biografie
Ovidiu Cornea gewann bei den Junioren-Weltmeisterschaften 1998 Bronze mit dem Achter und Gold mit dem Vierer ohne Steuermann. Ein Jahr später startete er bei den Senioren und konnte im Vierer mit Steuermann die Silbermedaille gewinnen. Mit dem Achter wurde er 2001 Weltmeister. Bei den Olympischen Sommerspielen 2004 in Athen startete er im Vierer ohne Steuermann, wo er mit Daniel Măstăcan, Florin Corbeanu und Gheorghița Munteanu jedoch bereits im Vorlauf ausschied und im Endklassement den 13. von 13 Plätzen belegte.